# Consistório Ordinário Público de 1953
Em 12 de janeiro de 1953, o Papa Pio XII realizou seu segundo e último consistório, criando vinte e quatro novos cardeais. Carlo Agostini, patriarca de Veneza, que seria criado cardeal nesse consistório, morreu em 28 de dezembro de 1952. Os novos purpurados foram:

## Cardeais Eleitores
| Nº                                               | País                 | Nome                            | Idade    | Cargo                                                       | Título ou Diaconia                                               |
| Cardeais                                         | Cardeais             | Cardeais                        | Cardeais | Cardeais                                                    | Cardeais                                                         |
| ------------------------------------------------ | -------------------- | ------------------------------- | -------- | ----------------------------------------------------------- | ---------------------------------------------------------------- |
| 1                                                | Itália               | Celso Constantini               | 76       | secretário da Congregação para a Evangelização dos Povos    | Cardeal-presbítero de Santos Nereu e Aquileu                     |
| 2                                                | Brasil               | Augusto Álvaro da Silva         | 76       | arcebispo de São Salvador da Bahia                          | Cardeal-presbítero de Santo Ângelo em Pescheria                  |
| 3                                                | Itália               | Gaetano Cicognani               | 71       | núncio apostólico da Espanha                                | Cardeal-presbítero de Santa Cecília                              |
| 4                                                | Itália               | Angelo Giuseppe Roncalli        | 71       | núncio apostólico da França                                 | Cardeal-presbítero de Santa Priscila                             |
| 5                                                | Itália               | Valerio Valeri                  | 69       | núncio apostólico emérito na França                         | Cardeal-presbítero de São Silvestre em Capite                    |
| 6                                                | Itália               | Pietro Ciriaci                  | 67       | núncio apostólico em Portugal                               | Cardeal-presbítero de Santa Praxedes                             |
| 7                                                | Itália               | Francesco Borgongini-Duca       | 68       | núncio apostólico na Itália                                 | Cardeal-presbítero de Santa Maria em Vallicella                  |
| 8                                                | França               | Maurice Feltin                  | 69       | arcebispo de Paris                                          | Cardeal-presbítero de Nossa Senhora da Paz                       |
| 9                                                | Itália               | Marcello Mimmi                  | 70       | arcebispo de Nápoles                                        | Cardeal-presbítero de São Calisto                                |
| 10                                               | Equador              | Carlos María Javier de la Torre | 79       | arcebispo de Quito                                          | Cardeal-presbítero de Santa Maria em Aquiro                      |
| 11                                               | Jugoslávia           | Aloysius Stepinac               | 54       | arcebispo de Zagreb                                         | sem título                                                       |
| 12                                               | França               | Georges Grente                  | 80       | arcebispo-bispo de Le Mans                                  | Cardeal-presbítero de São Bernardo nas Termas Dioclecianas       |
| 13                                               | Itália               | Giuseppe Siri                   | 46       | arcebispo de Gênova                                         | Cardeal-presbítero de Santa Maria della Vittoria                 |
| 14                                               | República da Irlanda | John Francis D'Alton            | 70       | arcebispo de Armagh                                         | Cardeal-presbítero de Santa Ágata dos Góticos                    |
| 15                                               | Estados Unidos       | James Francis McIntyre          | 66       | arcebispo de Los Angeles                                    | Cardeal-presbítero de Santa Anastácia                            |
| 16                                               | Itália               | Giacomo Lercaro                 | 61       | arcebispo de Bolonha                                        | Cardeal-presbítero de Santa Maria na Traspontina                 |
| 17                                               | Polónia              | Stefan Wyszynski                | 51       | arcebispo de Gniezno                                        | Cardeal-presbítero de Santa Maria além do Tibre                  |
| 18                                               | Espanha              | Benjamin de Arriba y Castro     | 66       | arcebispo de Tarragona                                      | Cardeal-presbítero de Santos Vital, Valéria, Gervásio e Protásio |
| 19                                               | Espanha              | Fernando Quiroga y Palacios     | 52       | arcebispo de Santiago de Compostela                         | Cardeal-presbítero de Santo Agostinho                            |
| 20                                               | Canadá               | Paul-Émile Léger, P.S.S.        | 48       | arcebispo de Montréal                                       | Cardeal-presbítero de Santa Maria dos Anjos                      |
| 21                                               | Colômbia             | Crisanto Luque                  | 63       | arcebispo de Bogotá                                         | Cardeal-presbítero de Santos Cosme e Damião                      |
| 22                                               | Índia                | Valerian Gracias                | 52       | arcebispo de Bombaim                                        | Cardeal-presbítero de Santa Maria em Via Lata                    |
| 23                                               | Alemanha             | Joseph Wendel                   | 51       | arcebispo de Munique e Frisinga                             | Cardeal-presbítero de Santa Maria Nova                           |
| 24                                               | Itália               | Alfredo Ottaviani               | 62       | sub-secretário emérito da Congregação para a Doutrina da Fé | Cardeal-diácono de Santa Maria em Domnica                        |
| Faleceu antes de receber o barrete cardinalício. |                      |                                 |          |                                                             |                                                                  |
| 25                                               | Itália               | Carlo Agostini                  | 64       | Patriarca de Veneza                                         |                                                                  |

## Link Externo
- «Catholic Hierarchy» (em inglês)